# Extra' pază-n cartier
Extra' pază-n cartier (titlu original: The Watch, cunoscut anterior ca Neighborhood Watch) este un film american SF de comedie din 2012 regizat de Akiva Schaffer și scris de Jared Stern, Seth Rogen și Evan Goldberg. Rolurile principale au fost interpretate de actorii Ben Stiller, Vince Vaughn, Jonah Hill și Richard Ayoade.
Filmul îi urmărește pe Evan (Stiller), Bob (Vaughn), Franklin (Hill) și Jamarcus (Ayoade), un grup de vecini care formează un grup de supraveghere într-un cartier dintr-o suburbie. Când descoperă un complot extraterestru care amenință lumea, sunt forțați să intre în acțiune. Filmul reprezintă rolul final al lui R. Lee Ermey, care a decedat la 15 aprilie 2018.

## Prezentare
În orașul Glenview, Ohio, Evan Trautwig este un voluntar pasionat în comunitate și manager senior la magazinul local Costco. Viața lui se schimbă atunci când paznicul de noapte al magazinului este ucis. Poliția locală nu are indicii și nu manifestă interes să investigheze în continuare. Hotărât să-l găsească pe ucigaș și să-l aducă în fața justiției, Evan decide să formeze o gardă de pază a cartierului. Cu toate acestea, el reușește doar să-l recruteze pe Bob, un muncitor în construcții și tată supraprotector; Franklin, un absolvent de liceu care visează să fie ofițer de poliție, dar a picat toate testele; și Jamarcus, un englez divorțat recent.
Membrii pazei cartierului folosesc grupul ca o scuză pentru a bea și a se relaxa, spre supărarea lui Evan. În timp patrulau cu autoturismul, au lovit accidental ceva care lasă urme verzi pe masca din față. Ei descoperă un glob metalic ciudat care acționează ca o armă extrem de distructivă și deduc că este de origine extraterestră. Între timp, mai mulți orășeni sunt uciși în mod misterios. Garda de pază reacționează la crime și dau peste un extraterestru, care îi atacă. Evan aparent îl ucide cu un pitic de grădină înainte ca grupul să se întoarcă cu creatura la casa lui Bob. Creatura își recapătă cunoștința și evadează, furând globul metalic și avertizându-i că extratereștrii s-au infiltrat deja în tot orașul. Membrii pazei cartierului află că extratereștrii fură pielea victimei lor și se deghizează în oameni. Bob îi mărturisește lui Evan că este îngrijorat de fiica lui, Chelsea, și nu are încredere în iubitul ei, Jason. Evan recunoaște că a evitat-o pe soția sa, Abby, pentru că este infertil și își dezvăluie îngrijorarea că acest lucru ar putea-o determina să-l părăsească.
Evan bănuiește că unul dintre vecinii săi este un extraterestru din cauza modului său criptic de a vorbi și pentru că pare să-l urmărească mereu pe Evan. În timp ce cercetează casa vecinului, Bob află că Chelsea este la o petrecere nesupravegheată cu Jason. Bob nu se supune ordinelor lui Evan și se grăbește la petrecere însoțit de Franklin. Bob îl împiedică pe Jason să o violeze pe Chelsea, dar Jason îl bate până când Franklin intervine. Evan și Jamarcus îl investighează singuri pe vecinul ciudat, descoperind că el găzduiește orgii la subsol. Când Bob se întoarce, el și Evan se ceartă pentru că și-a pus fiica deasupra pazei cartierului. Bob este dat afară din paza cartierului după ce a afirmat că Evan nu are prieteni pentru că încearcă să controleze totul. Evan se duce acasă și îți recunoaște infertilitatea în fața soției Abby, care acceptă vestea și îi spune că vor rezolva lucrurile ca o familie adevărată.
Evan este apoi vizitat de Jamarcus, care îi mărturisește că este unul dintre extratereștri, dar a ales să se alăture umanității după ce a experimentat cultura umană. El avertizează grupul că extratereștrii construiesc un transmițător sub magazinul Costco, care va chema o flotă spațială pentru a distruge Pământul; apoi este dat afară din paza cartierului pentru înșelăciune.
Ei se duc în casa lui Franklin pentru a lua niște arme și apoi se infiltrează în Costco pentru a distruge emițătorul. Bob îl întâlnește pe Jason, care dezvăluie că și el este un extraterestru și se ceartă. Evan și Franklin încearcă să dezactiveze transmițătorul, dar sunt înconjurați de extratereștri. Jamarcus apare și-i salvează pe cei doi, dezvăluind că extratereștrii au creierul între picioare; Bob îl ucide pe Jason smulgându-i penisul. Evan descoperă că transmițătorul este alimentat de globul metalic și îl îndepărtează, dezactivând mașinăria. Începe o luptă. Mai mulți extratereștri sosesc, forțând grupul să fugă. Cei din paza cartierului folosesc globul metalic pentru a distruge clădirea Costco, ucigând toți extratereștrii din interior.
În epilog, Evan și Abby reaprind dragostea dintre ei și au adoptat o fiică. Bob se apropie de Chelsea și îi place de noul ei iubit. Franklin este în sfârșit acceptat de Departamentul de Poliție din Glenview, iar Jamarcus continuă să participe la orgiile secrete din cartier. Grupul menține misiunea de pază a cartierului, continuând să protejeze orașul Glenview.

## Distribuție
- Ben Stiller - Evan Trautwig,
- Vince Vaughn - Bob McAllister
- Jonah Hill - Franklin Fawcett
- Richard Ayoade - Jamarcus Perkins
- Rosemarie DeWitt - Abby Trautwig
- Patricia French - Brenda Fawcett
- Erin Moriarty - Chelsea McAllister
- Nicholas Braun - Jason
- Will Forte - Sergent Bressman
- Mel Rodriguez - colegul său Chucho
- Doug Jones - conducătorul extratereștrilor răi
- R. Lee Ermey - Manfred Salisbury
- Joseph A. Nunez - Antonio Guzman
- Billy Crudup (nemenționat) - „vecinul înfiorător” al lui Evan